# 왕산면
왕산면(王山面)은 대한민국 강원특별자치도 강릉시의 면이다.

## 개요
왕산면은 상수원 보호구역의 청정지역을 대표하는 친환경 재배작물인 콩 위주의 잡곡류 재배로 친환경 재배 특구 지역을 조성하고 있다. 재래식 청국장 가공 사업과 연계한 작물재배와 가공, 유통판매 등 원스톱체제 구축을 통한 실질적 주민소득 증대를 모색하고 있다. 2014년 1월, 한자 표기가 '旺山面'에서 '王山面'으로 변경되었다. 이는 일제강점기 조선총독부에 의해 왜곡되었던 표기를 바로잡은 것이다.

## 역사
- 1973년 7월 1일 : 남곡리, 구절리가 정선군 북면으로 편입됨[3]
- 2014년 1월 : 왕산면 한자를 '旺山面'에서 '王山面'으로 변경

## 행정 구역
| 법정리 | 한자명 | 행정리                             |
| ------ | ------ | ---------------------------------- |
| 고단리 | 高丹里 | 고단1리, 고단2리, 고단3리          |
| 대기리 | 大基里 | 대기1리, 대기2리, 대기3리, 대기4리 |
| 도마리 | 都麻里 | 도마1리, 도마2리                   |
| 목계리 | 木桂里 | 목계리                             |
| 송현리 | 松峴里 | 송현리                             |
| 왕산리 | 王山里 | 왕산리                             |

## 학교
- 왕산초등학교
- 왕산중학교

## 관광
- 대기리 푸른고원 산촌체험장
- 왕산리 녹색농촌 체험마을
- 금선정
- 칠연정
- 노추산 이성대
- 제왕산성